# Michael Hayden

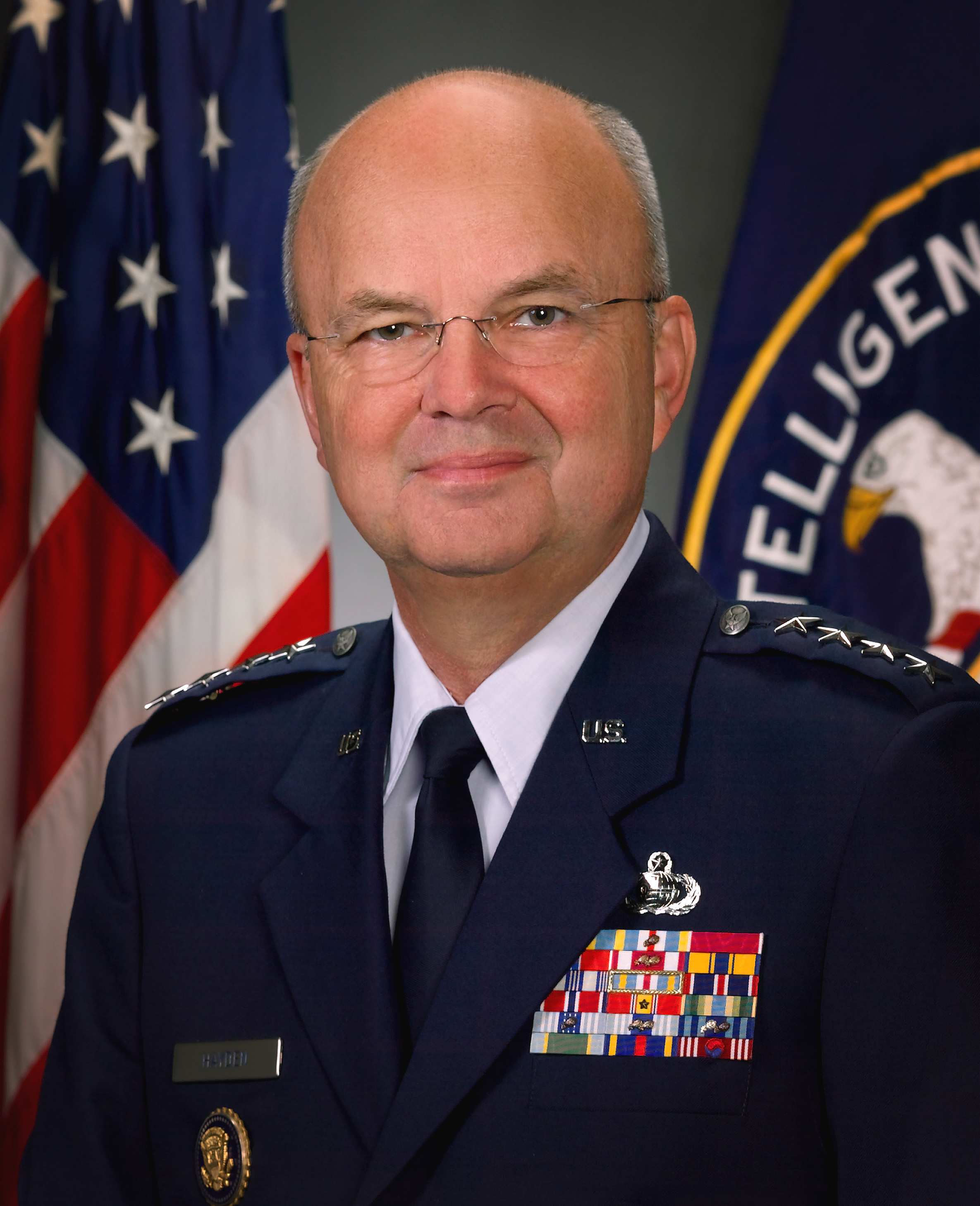
Michael Vincent Hayden

Michael Vincent Hayden (ur. 17 marca 1945 w Pittsburghu) − generał United States Air Force, dyrektor National Security Agency w latach 1999−2005, Dyrektor Centrali Wywiadu w latach 2006−2009.